# Kimmei
Imperador Kimmei (钦明天皇, Kimmei-tennō, 509 — 571) foi o 29º Imperador do Japão, na lista tradicional de sucessão.

## Vida
Antes da sua ascensão ao trono, seu nome era Amekuni Oshiharaki Hironiwa no Mikoto. Seu reinado foi o primeiro em que a historiografia contemporânea é capaz de atribuir datas verificáveis, reinou de 539 a 571.
Por causa de várias discrepâncias cronológicas no Nihon Shoki, alguns acreditam que a Corte do Imperador Kinmei rivalizava com as Cortes do Imperadores Ankan e Senka . No entanto, de acordo com a Agência da Casa Imperial, o Imperador Kinmei só subiu ao trono após a morte de irmão mais velho, o  Imperador Senka.
De acordo com esse relato, o Imperador Senka morreu em 539, com 73 anos de idade, e a sucessão passou para o terceiro filho do Imperador Keitai. Este Príncipe Imperial era o irmão mais novo do Imperador Senka. Ele viria a ser conhecido como Imperador Kinmei e estabeleceu sua Corte no Palácio Shikishima no Kanazashi (矶城嶋金刺宫) em Yamato.
Embora a Corte Imperial não fosse transferida para a região de Asuka até 592, o reinado de Kinmei é considerado por alguns como o início do Período Asuka no Japão, especialmente por aqueles que associam o Período Asuka com a introdução do budismo no Japão vindo da Coreia.
De acordo com o Nihon Shoki, o Imperador Kinmei recebeu uma estátua de bronze de Buda como um presente do rei Song Myong (圣明王, Seimei Ō) de Baekje, que foi enviada juntamente com um significativo número de artesãos, monges e outros artefatos em 552 (No entanto, de acordo com o Jōgū Shōtoku Hōō Teisetsu, o budismo foi introduzido em 538). Este episódio é considerado como a introdução oficial do budismo no país.
Com a introdução da nova religião na Corte, abriu-se uma profunda fenda entre o Clã Mononobe, que apoiava as divindades tradicionais japonesas, e o Clã Soga, que apoiou a adoção do budismo.
De acordo com o Nihon Shoki, o Imperador Kinmei governou até sua morte, em 571 e foi enterrado no tumulo Hinokuma no Sakai (桧 隈 坂 合 陵). Uma outra versão sustenta que foi enterrado no tumulo Misemaruyama (见 瀬 丸山 古坟), localizado na cidade de Kashihara.
O Imperador Kinmei é tradicionalmente venerado num memorial no santuário xintoísta em Nara, que é oficialmente chamado de Hinokuma no saki Ai no misasagi.

### Principais conselheiros do imperador foram
Ōomi (Grande Chefe Imperial): Soga no Iname no Sukune, também conhecido como Soga no Iname. 
Ōmuraji (Grande Chefe Divino): Monotobe Okoshi no Muraji, também conhecido como Mononobe no Okoshi.
Ōmuraji (Grande Chefe Divino): Ōtomo Kanamura Maro, também conhecido como Nakatomi no Kanamura.